# Det finns en väg till himmelen
Det finns en väg till himmelen är en psalm av Bo Setterlind från 1972.
Koralmelodin är den så kallade "Sköldingevisan" med inledningsorden "Till himmelen, dit längtar jag, där får jag leva med behag" upptecknad i Sköldinge av Nils Dencker efter Anna Sofia Gustafsson. I Herren Lever 1977 är koralsatsen skriven av Gunno Södersten.
Texten handlar om den helga tron som vägen till himmelen, om bönen och tron att över allt finns en bro att vandra, en vandring som kan börja nu och som går till Gud. Texten är hämtad ur Johannesevangeliet 14:1-6. Andra versen är hämtad ur Första Korintierbrevet 2:9 och tredje versen är hämtad ur Johannesevangeliet 20:27.

## Publicerad i
- Herren Lever 1977 som nummer 928 under rubriken "Framtid och hopp".[1]
- Cantarellen 1984 som nummer 12.
- Den svenska psalmboken 1986, 1986 års Cecilia-psalmbok, Psalmer och Sånger 1987, Segertoner 1988 och Frälsningsarméns sångbok 1990 som nummer 303 under rubriken "Pilgrimsvandringen".
- Svensk psalmbok för den evangelisk-lutherska kyrkan i Finland (1986) som nummer 581 under rubriken "Det kristna hoppet"